# Karla Prodan
Karla Prodan (29 de agosto de 1998) es una deportista croata que compite en judo. Ganó una medalla de bronce en el Campeonato Europeo de Judo de 2020, en la categoría de –78 kg.

## Palmarés internacional
| Campeonato Europeo | Campeonato Europeo      | Campeonato Europeo | Campeonato Europeo |
| Año                | Lugar                   | Medalla            | Categoría          |
| ------------------ | ----------------------- | ------------------ | ------------------ |
| 2020               | Praga (República Checa) | Medalla de bronce  | –78 kg             |